# Omal nie pękła łepetyna
Omal nie pękła łepetyna – singel promujący płytę Tytus, Romek i A’Tomek wśród złodziei marzeń.

## Lista utworów i wykonawcy
| 1. | „Omal nie pękła łepetyna” Tomasz „Oley” Olejnik | 3:27  |
|    | - muzyka i słowa: Wojciech Waglewski            |       |
|    |                                                 | 03:27 |
|    |                                                 |       |
W nagraniu wziął udział zespół Voo Voo w składzie:
- Mateusz Pospieszalski - saksofony
- Wojciech Waglewski - gitary
- Karim Martusewicz - bas
- Piotr Żyżelewicz - bębny
- oraz Kwartet Smyczkowy „Kwadrat” i Niezidentyfikowany Chór Dziecięco-Młodzieżowy

Aranżacja: Mateusz Pospieszalski
- Nagrano w WuWu Media Studio
- Realizacja: Piotr „Dziki” Chancewicz
- Mastering: Jacek Gawłowski
- Organizacja nagrań: Mirosław Olszówka
- Producent wiodący: Andrzej Paweł Wojciechowski